# アンネ・フランクに関する文化的事物の一覧
アンネ・フランクに関する文化的事物の一覧（アンネ・フランクにかんするぶんかてきじぶつのいちらん）は、ホロコースト期間に日記を綴っていたユダヤ少女アンネ・フランクに関する文化的な事物等の一覧である。

## 書籍
- 『タイム』誌は、アンネ・フランクを「20世紀で最も重要な100人」に選出した。
- 『ライフ』誌による特集「世界を変えた100枚の写真」の中の1枚はアンネ・フランクの写真である。
- 『The Ghost Writer』 — フィリップ・ロスの小説。アンネ・フランクが第二次世界大戦を生き延び、米国で匿名ライターとして生活する。
- 『253』 — ジェフ・ライマンの小説。アンネ・フランクがロンドン地下鉄で年老いた乗客として登場する。
- 『Generation X: Tales for an Accelerated Culture』 — ダグラス・クープランドの小説。アンネ・フランクは戦争によって有名になったその名声が自身にとって無益である例として挙げられる。
- 『The Company of the Dead』 — デヴィッド・コワルスキー（David J. Kowalski）による2007年の小説。
- 『フリーダム・ライターズ』 — 米国の高校生と教師によるノンフィクション作品。2007年映画化。
- 『Anne Frank Conquers the Moon Nazis』 — ビル・マドロン（Bill Mudron）によるウェブ漫画[1]。

## 音楽
- 『Dnevnik Anny Frank』 — 1968年作曲のロシア語オペラ。
- 「Anne Frank Story」 — 米国のバンドHuman Sexual Responseによる1980年のアルバム『Fig. 14』の収録曲。アルバム最終曲「Anne Frank Story」は旅行でアンネ・フランクの家を観たことに関するもの。
- 『In the Aeroplane Over the Sea』 — 米国のバンドニュートラル・ミルク・ホテルによる1998年のアルバム。ボーカルのジェフ・マンガムによるアンネ・フランクに対する思いがアルバムの各曲に反映されている。アルバム曲「Holland 1945」ではアンネの姉マルゴット・フランク、「Oh Comely」では姉と母エーディト・フランクにも言及される。
- 「So Fresh, So Clean」 — 米国のバンドアウトキャストによる2000年のアルバム『Stankonia』収録曲。歌詞でアンネ・フランクに言及する。
- 『Tehillim for Anne』 — 英国の作曲家ロバート・ステッドマン（Robert Steadman）による2004年のミュージカル。
- 『Annelies』 — 英国の作曲家ジェイムズ・ウィットボーン（James Whitbourn）による2005年の合唱作品。
- Anne Frank on Crank — 米国のバンド名。
- 「Anne」 — インドネシアのバンドディスクス（Discus）によるアルバム『...tot Licht』収録曲。
- 「Dear Anne」 — 米国の歌手ライアン・アダムスによるアンネ・フランクに関する歌。
- アンネ・フランクに関するフォークソング「Dear Diary」と「A Father And His Daughter」は、パブリックドメインの状態にある[2]。

## 映画
- 『アンネの日記』（1959年） — ジョージ・スティーヴンス監督作品。
- 『もうひとつのアンネの日記』（1988年） — 原題は『The Attic: The Hiding of Anne Frank』。この映画は1987年の書籍『思い出のアンネ・フランク』（ミープ・ヒース/アリスン・レスリー・ゴールド著、原題: Anne Frank Remembered: The Story of the Woman Who Helped Hide the Frank Family）にもとづく。
- 『恋する人魚たち』（1990年） — 映画の中でケイト・フラックス（クリスティーナ・リッチ）が新年の誓いを尋ねるとシャーロット・フラックス（ウィノナ・ライダー）は「アンネの日記を読むわ」と答える。
- 『アンネの日記』（1995年） — 永丘昭典監督作品。
- 『ウワサの真相/ワグ・ザ・ドッグ』（1997年） — ヨーロッパのサイレン音が「アンネ・フランク・サイレン」と呼ばれている。
- 『アンネ・フランク』 (2001、Anne Frank: The Whole Story)  - 2001年5月アメリカABCが放送したテレビ映画。冒頭「メリッサ・ミュラーの伝記[3]とカーク・エリスのリサーチに基づく」と解説されている。メインキャストはハンナ・テイラー=ゴードン（アンネ）、ベン・キングズレー（オットー）、ジェシカ・マンレイ（マルゴー）、タティアナ・ブラハー（エディト）、リリ・テイラー（ミープ）。監督はロバート・ドーンヘルム。
- 『クラークス2/バーガーショップ戦記』（2006年） — 映画の中でランダル・グレイヴス（ジェフ・アンダーソン）が繰り返しアンネ・フランクを聾唖で盲目の女の子と言う。ダンテ・ヒックス（ブライアン・オハローラン）は、それはアンネ・フランクではなくヘレン・ケラーであると指摘する。
- 『アンネの追憶』（2009年） — この映画は1997年の書籍『もうひとつの「アンネの日記」』（アリスン・レスリー・ゴールド著、原題: Memories of Anne Frank: Reflections of a Childhood Friend）にもとづく。
- 『私の親友、アンネ・フランク』(My Best Friend Anne Frank) (2021年) - オランダ映画であり、オランダ以外ではNetflixにより配信
- 『アンネ・フランクと旅する日記』(Where Is Anne Frank) (2021年) - アンネの空想の友人キティーが時空を越えて彼女の生涯をたどるストーリーのアニメーション映画。

## 戯曲
- 『アンネの日記 (劇)（英語版）』 — 1955年10月5日初演。
- 『Dreams of Anne Frank』 — 劇作家バーナード・コップスによる作品。初演は1992年10月3日、ロンドンのポルカシアター（Polka Theatre）[4]。
- 『And Then They Came for Me』 — ジェームス・スティル（James Still）による作品。

## その他
- アンネフランク (小惑星) — アンネ・フランクにちなんで命名された小惑星。
- マルク・シャガールによるリトグラフが、495部のみの限定版『JOURNAL DE ANNE FRANK』（アンネの日記）の口絵に使用されている。
- ネオナチがアイダホ州北部コー・ダリーンのような都市をホームにする懸念から、アイダホ州南西部の都市ボイシはアンネ・フランクのメモリアルを建設した[5][6]。2017年5月10日、人種差別的で反ユダヤ的な言葉とともにメモリアルが破壊されているのが発見された[7]。
- 『Anne Frank: The Diary of a Young Girl』 — マイヤー・レビン（Meyer Levin）によるラジオ演劇。
- アンネ (企業) - かつて存在した日本の生理用品メーカー。アンネの日記にちなんで命名された。